# Dofí d'estuari indopacífic
El dofí d'estuari indopacífic o dofí geperut indopacífic (Sousa chinensis) és una espècie de dofí oceànic (família Delphinidae).
Els dofins adults solen ser blancs o grisos, però la població que viu a la costa xinesa té una pell rosa. Aquest color de pell no és el resultat d'una pigmentació, sinó que es deu als vasos sanguinis utilitzats per la termoregulació, per evitar que l'animal se sobreescalfi durant els esforços intensos. Els adults fan 2-3,5 metres i les cries un metre. Els adults pesen una mitjana de 150-230 quilograms.